# Southern Cross (Western Australia)
Southern Cross (deutsch: Kreuz des Südens) ist eine australische Stadt in Western Australia mit 640 Einwohnern (2016). Sie liegt 371 Kilometer östlich von Perth und 225 Kilometer westlich von Kalgoorlie.

## Geschichte
Entdecker, wie H. M. Lefroy, passierten die Gegend bereits im Jahre 1863, bevor dort Gold entdeckt wurde und beschrieben das große landwirtschaftliche Potenzial. Ferner waren Charles Cooke Hunt und John Forrest zuvor dort. Farmer kamen in den frühen 1880er-Jahren dorthin. Gegründet wurde Southern Cross im Jahre 1888 durch die Goldsucher Tom Risely und Mock Toomey, die Gold vier Meilen von Koorkoordine entfernt fanden. Sie benannten den Ort nach den Sternen, die sie zu ihrer Orientierung benutzten und heute haben die Straßen und Lokalitäten der Stadt Namen der Sterne einschließlich des bei Southern Cross befindlichen Salzsees. Die Eisenbahnstrecke Perth-Kalgoorlie besteht seit dem Jahre 1894.

## Heute
Der Ort bildet das Zentrum des Shire of Yilgarn. Yilgarn ist der Name der Aborigines für weißen Stein bzw. Quarz. Östlich der Stadt befindet sich ein historischer Friedhof mit dem Miners Monument (deutsch: Bergmannsdenkmal). Im Ort befindet sich das Yilgarn History Museum. Das nicht weit entfernte, sogenannte historische Golden Valley (deutsch: Goldenes Tal) mit einer Polizeistation ermöglicht einen Rückblick in die Verhältnisse der Zeit um 1887/88, als dort erstmals Gold gefunden wurde.

## Wirtschaft

### Landwirtschaft
Um den Ort befinden sich große Farmen, auf denen Schafe, Rinder und Schweine gezüchtet werden. 

### Rohstoffgewinnung
In Bergwerken wird Gold, Gips und Eisen abgebaut. Southern Cross ist eine der Städte, die zu den Goldfeldern von Kalgoorlie-Boulder zählt.
Die Salzgewinnung ist eine weitere Einnahmequelle der Bevölkerung.

## Verkehr
Southern Cross liegt am Great Eastern Highway und der Eisenbahnstrecke von Perth nach Kalgoorlie. Regelmäßig verkehrende Züge sind der Indian Pacific und der Transwa Prospector.